# District Council of Elliston
District Council of Elliston är en kommun i Australien. Den ligger i delstaten South Australia, omkring 360 kilometer nordväst om delstatshuvudstaden Adelaide. Antalet invånare är 1 068.
Följande samhällen finns i Elliston:
- Elliston
- Lock
- Murdinga
- Venus Bay
- Bramfield

Trakten runt Elliston består till största delen av jordbruksmark. Trakten runt Elliston är nära nog obefolkad, med mindre än två invånare per kvadratkilometer. Genomsnittlig årsnederbörd är 480 millimeter. Den regnigaste månaden är juni, med i genomsnitt 105 mm nederbörd, och den torraste är oktober, med 13 mm nederbörd.